# Rōmon
Rōmon (楼門, lit. "portão torre") é um dos dois tipos de portões de dois pisos usados no Japão (sendo o outro nijūmon). Apesar de ter sido originalmente desenvolvido pela arquitetura budista japonesa, é atualmente empregado tanto em templos budistas do Japão como em santuários xintoístas. O seu piso superior é inacessível e, portanto, não dispõe de espaço utilizável. Neste aspecto é semelhante aos tahōtō (pagodes de dois andares) e aos pagodes de vários andares que não são acessíveis para além do primeiro piso térreo. No passado, o nome era por vezes aplicável a portões de telhado duplo.

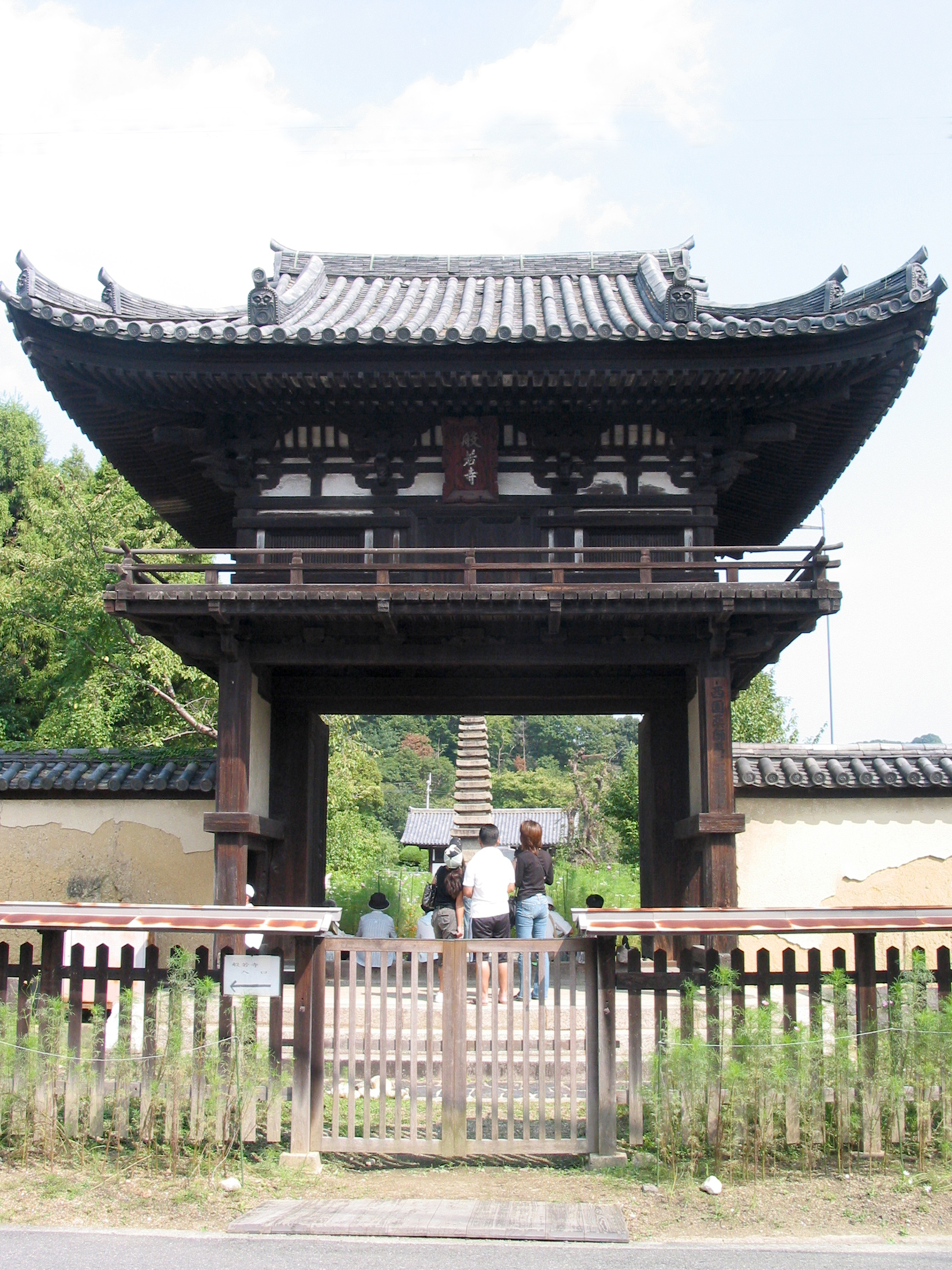
Rōmon em Hannya-ji, um Tesouro Nacional do Japão. Note a ausência de escadas para o primeiro andar.

Estes portões de um único telhado foram desenvolvidos a partir do telhado duplo dos nijūmon, substituindo o primeiro caimento por uma varanda rasa com balaustrada que contorna todo o andar superior. Portanto, enquanto o nijūmon possui uma série de suportes tokyō (ver também: dougong) de apoio aos beirais do telhado tanto no primeiro piso como no segundo, enquanto no primeiro andar dos portões rōmon estes suportes sustentam apenas a varanda, e têm uma estrutura levemente diferente. Os suportes tokyō são geralmente de três degraus (tipo mitesaki), e o primeiro andar não possui caudas de vigas.
A estrutura dos rōmon pode variar significativamente na sua forma. Na área superior por trás da balaustrada, por exemplo, pode ter janelas com ripas de madeira ou uma única janela ao centro do zen. Os vãos podem também ser cobertos com gesso branco. Geralmente, mas nem sempre, os portões rōmon, têm um telhado irimoya-zukuri, com um remate de topo na cobertura em tacaniça que dá seguimento ao gablete. As dimensões deste portões podem abarcar até cinco compartimentos interiores, como no Tōdai-ji, sendo comum de três ou até mesmo de um único compartimento.

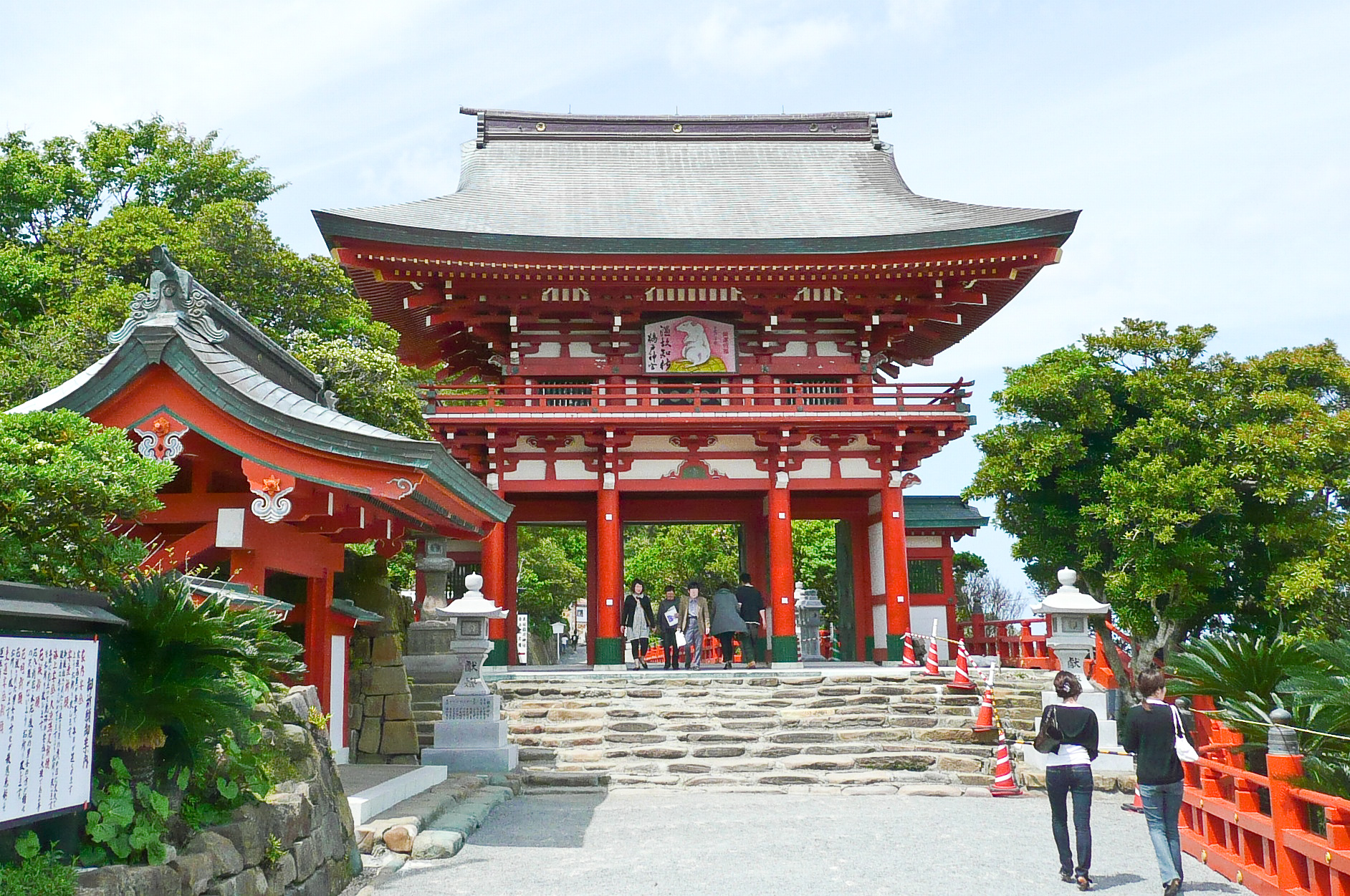
Um rōmon. Note o telhado simples.
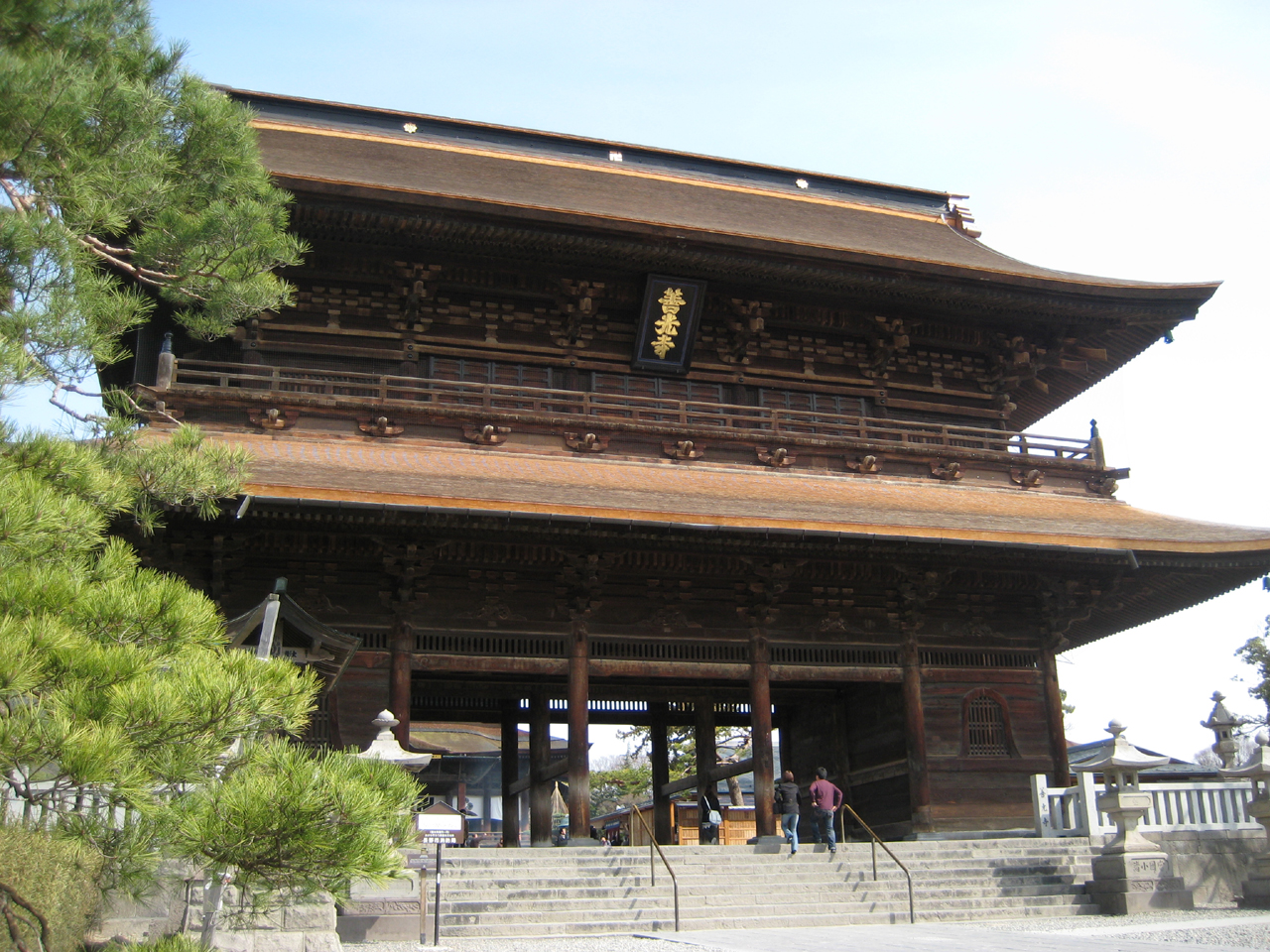
Um nijūmon. Note o telhado duplo.